# 律诗
「律詩」和「排律」（或稱為長律）。除了五言律詩及七言律詩外，還存在一種特別的律詩，稱為小律、三韵律诗，或三韵小律。
律詩在押韻方面上，雙數句須押韻，第一句可押可不押，單數句不可押韻。

## 歷史
南北朝文學作品注重對偶和平仄，對律詩的發展影響深遠。南齊永明之世，周顒和沈約創四聲八病之說。影響所及，當時詩人作詩講究聲律，世稱「永明體」，這是由古體詩演變到近體詩的重要橋樑。
唐代以前的古體（或稱古風）律詩，其長度不限。唐初時期，上官儀提倡「六對」、「八對」之說，將前人對偶之法加以總結歸納，對律詩的發展頗有影響。初唐四傑所作律詩甚多，促進了律詩的發展。沈佺期、宋之問在前人實踐的基礎上，加以琢磨、去粗取精，把律詩的格式固定下來。
杜甫是第一位大量創作七言律詩詩人。

律詩範例如下：
|                                    | 泬寥空色遠，芸黃淒序變。 涸浦落遵鴻，長飆送巢燕。 千秋流夕景，萬籟含宵喚。 峻雉聆金柝，層台切銀箭。 |
| ——上官儀，《奉和颍川公秋夜》上官體 | |

有一類律詩仅六句，称小律或三韵律诗；小律对偶要求较宽，或一二两联，或二三两联，或仅二联要求上下句对偶。
|                      | 夜半衾稠冷，孤眠懒未能。 笼香销尽火，巾泪滴成冰。 为惜影相伴，通宵不灭灯。 |
| ——白居易，《寒闺夜》 |                                                                            |

## 格式
- 句式方面：律詩句子長短全首一致；不是五言，就是七言。「出句的字」和「對句的字」不能重復。
- 對仗方面：律詩每首必有對仗，且位置也有規定，全詩八句四聯（首聯、頷聯、頸聯和尾聯），頷聯（三、四句）、頸聯（五、六句）必須對仗工整，詞性相同，其他二聯則不拘。排除首尾兩聯外，一律用對仗。
- 對偶方面：對偶就是把同類的概念或對立的概念並列起來。對偶的一般規則為：名詞對名詞，動詞對動詞，形容詞對形容詞，副詞對副詞。
- 音律方面：律詩每首平仄都有規定，講求「粘對」和平仄諧協；所有对句（偶数句）入韵；除首句外的出句（奇数句）均不入韵；首句可入韵，亦可不入韵。
- 用韻方面：律詩一般多押平聲韻（仄韻律詩應被看作是一種接近於古體詩的近體詩），不可換韻，一韻到底，雙數句或偶句末押韻，首句可押可不押。金朝、元朝以來通行「平水詩韻」，用韻限於一韻部。長律則可以換韻，往往在題目上標明韻數。

## 平仄格式
在本句中是交替性平仄；在對句中是對立性平仄；出句和對句的平仄相互對立。

### 律句句式
律句有存有四種格式；其中又可分「以平韻為開頭（平頭）」以及「以仄韻為開頭（仄頭）」。律句句式：
| 句式 | 五言律句   | 七言律句       |
| ---- | ---------- | -------------- |
| a    | 仄仄平平仄 | 平平仄仄平平仄 |
| A    | 仄仄仄平平 | 平平仄仄仄平平 |
| b    | 平平平仄仄 | 仄仄平平平仄仄 |
| B    | 平平仄仄平 | 仄仄平平仄仄平 |

### 律詩格律
律诗由律句组成，分为平起式和仄起式两種结构：
| 平仄头 | 首句韵 | 五言律诗       | 七言律诗       |
| ------ | ------ | -------------- | -------------- |
| 平起式 | 不入韵 | bA，aB，bA，aB | aB，bA，aB，bA |
| 平起式 | 入韵   | BA，aB，bA，aB | AB，bA，aB，bA |
| 仄起式 | 不入韵 | aB，bA，aB，bA | bA，aB，bA，aB |
| 仄起式 | 入韵   | AB，bA，aB，bA | BA，aB，bA，aB |

分辨一首律诗是平起式还是仄起式的关键在第一句第二字：第二字平声，就是平起式；第二字仄声，就是仄起式。
格律中的几个注意点：
1. 七言詩句第一字平仄不論。
2. 除B式律句，律句的頭節上字平仄不論；B式律句頭節上字限平聲，否則犯孤平。
3. 腹節上字的平仄，以依律為正，不依律為變例：
  - （仄仄）平平仄仄平（B式）可以變成（仄仄）仄平平仄平，屬於孤平拗救；
  - （仄仄）平平平仄仄（b式）的腹節上字為仄的時候，頭節上字必須平聲。

### 黏對
出句平頭對句仄頭，出句仄頭對句平頭，稱之為做對，否則稱之為「失對」；上聯對句平頭下聯出句平頭，上聯對句仄頭下聯出句仄頭，稱之為「做粘」，否則稱之為「失粘」。

### 节构
五言律句的节构為：       腹節 | 腹節下字 | 腳節；
七言律句的节构為：首節 | 腹節 | 腹節下字 | 腳節。
「節」是指由两个字构成的一个声律单元。
「腳」是指每句的最後一個字，又称脚字。
「腳節」是指律诗和绝句每句的倒数第二、一两个字。腳節，又称尾节，收节。
「首節」是指律诗每句的第一、二两个字。绝句没有首节。七言的平起平收式，截去首节，就是五言的仄起平收式。七言的仄起平收式，截去首节，就是五言的平起平收式。首节，又称顶节，起节。绝句，又称截句。
「腹節」是指律诗每句的第三、四个字；绝句每句的第一、二个字。
「腹節下字」是指腹节的下一个字。旧时的诗词是竖行排列的，五言句的第三个字是五言句腹节的下一个字。七言句的第五个字是七言句腹节的下一个字。使用「腹節下字」，言简意赅，不用每次都强调“五言的第三个字，七言的第五个字”。

### 口訣
近体诗的平仄格式，存有一句口訣：
|  | 一三五不论；二四六分明。 |

意為：七律的第一、第三、第五字平仄是不论的，第二、第四、第六字的平仄是严格要求的，在五律中，即是「一三不论，二四分明」。
該口訣的由來現不可考究；而在《切韻指南》中，曾有過記載。其為粗略觀察，與事實不完全相符。實際上，一三五不一定不論，二四六也不一定分明。該口訣表面上雖然给人一種簡單明快的感覺，但由於近体诗的平仄并非如此簡單，所以極易引起初學者混亂。

### 拗
律詩中詩句不依常例，稱之為「拗」。拗句既不依正例也不依變例。 《漢語詩律學》一書中列出如下類型的拗以及相應的拗救方法：

#### 甲種拗
七言第一字；除B式外，头节上字的拗；甲種拗可以不避，发生了也可以不救。如果要进行拗救，那么有两種方法：
1. 本句自救（除B式）：七言第一字该平而仄，第三字该仄而平；七言第一字该仄而平，第三字该平而仄。
2. 对句相救：
  1. 七言第一字相救：出句平拗对句仄救，注意A式第一字仄第三字应平；
  2. 五言第一字相救和七言第三字相救（头节上字相救）：出句仄拗对句平救。如果是bA式，以下两種格式任用一種：
    1. 甲：仄仄平平平仄仄，平平仄仄仄平平
    2. 乙：平仄仄平平仄仄，仄平平仄仄平平（該較為特殊之格律於中晚唐後出現較多，以致成為一種風格。因此，可被列為特例，而非拗。）

#### 乙種拗
腹节上字的拗，乙種拗尽可能避免，否则尽可能补救。
拗而后救，且用对句相救，在腹节上字处出句该平而仄，对句该仄而平。

#### 丙種拗
B式律句头节上字的拗，也稱之為犯孤平。丙種拗绝对避免，否则必须补救。拗救方法为本句自救。B式律句中，头节上字该平而仄，腹节上字必须用平补救。
丙種拗往往与乙種拗同时并用。这样对句腹节上字实际兼任了两種任务：既挽救了本句的孤平，又拗救了出句的该平而仄。

### 特殊形式

#### 第一类特殊形式
b式律句腹节下字的该仄而平：
（仄仄）平平平仄仄，（仄仄）平平仄平仄
腹节两字平仄互换，这種情形头字上节以避免仄声为原则，否则用普通形式。第一类特殊形式多用于尾联出句。

#### 第二类特殊形式
b式律句腹节下字该平而仄。在aB式中，把a式出句的腹节下字改为仄声，同时把B式对句的腹节上字改为平声：
（平平）仄仄平仄仄，（仄仄）平平平仄平
出句腹节上字以及七言出句第一字，还可以改为仄声，出句头节上字，还可以改为平声；对句头节上字还可以改为仄声，七言对句第一字还可以改为平声。这種形式的特征在于律句的声调，出句头节下字必须是仄声，末两字必须是仄仄，对句头节下字必须是平声，末三字必须是平仄平。

第二类特殊形式和丙種拗句往往同时并用：
（平平）仄仄平仄平，（仄仄）仄平平仄仄
丑类特殊形式，五言对句第一字喜用仄，第三字必须用平，常见于首句。排律中只容许第一类特殊形式，不容许第二类特殊形式。

## 五言律诗
五言律诗简称五律，是律诗的一種。五言律诗除了对仗和平仄之外，每句五个字，每首四联（首联，颔联，颈联，尾联），总共八句，全首共四十个字；
1. 所有对句（偶数句）入韵，出句（奇数句）不入韵，比较特殊地首句入韵不入韵皆可。以首句不入韵为正例。

首句不入韵：
|                        | 長歌遊寶地，徙倚對珠林。 雁塔風霜古，龍池歲月深。 紺園澄夕霽，碧殿下秋陰。 歸路煙霞晚，山蟬處處吟。 |
| ——沈佺期，《遊少林寺》 | |

首句入韵：
|                        | 戍鼓断人行，秋边一雁声。 露从今夜白，月是故乡明。 有弟皆分散，无家问死生。 寄书长不达，况乃未休兵！ |
| ——杜甫，《月夜忆舍弟》 | |

## 七言律詩
七言律诗简称七律，是律诗的一種。七言律诗除了对仗和平仄之外，每句七个字，每首四联（首联，颔联，颈联，尾联），总共八句，全首共五十六个字。

首句不入韵：
|                  | 岁莫阴阳催短景，天涯霜雪霁寒霄。 五更鼓角声悲壮，三峡星河影动摇。 野哭千家闻战伐，夷歌几处起渔樵。 卧龙跃马终黄土，人事音书漫寂寥。 |
| ——杜甫，《阁夜》 | |

首句入韵：
|                      | 江上巍巍万岁楼，不知经历几千秋。 年年喜见山长在，日日悲看水独流。 猿狖何曾离暮岭，鸬鹚空自泛寒洲。 谁堪登望云烟里，向晚茫茫作旅愁。 |
| ——储光羲，《万岁楼》 | |

## 三韵小律
七律和五律中，存在一種三韵小律。三韵就是六句。

五言小律只有三十个字，例如：
|                          | 题是临池后，分从起草余。 兔尖针莫并，茧静雪难如。 莫怪殷勤谢，虞卿正著书。 |
| ——韩愈，《李员外寄纸笔》 |                                                                            |

七言小律只有四十二个字，例如：
|                          | 将军出使拥楼船，江上旌旗拂紫烟。 万里横戈探虎穴，三杯拔剑舞龙泉。 莫道词人无胆气，临行将赠绕朝鞭。 |
| ——李白，《送羽林陶将军》 | |

### 書籍
- 王, 力. . 北京: 中華書局. 1977. ISBN 9787101022643.
- 王力. . 上海教育出版社. 2002  [2018-12-10]. ISBN 9787532083251. （原始内容存档于2022-01-03） （中文）.

### 文獻
1. ↑  . www2.hkedcity.net.   [2018-12-11]. （原始内容存档于2010-07-04）.
2. ↑  . webcache.googleusercontent.com.   [2018-12-11].